# Веньчуань
31°29′00″ пн. ш. 103°35′00″ сх. д. / 31.483333333333° пн. ш. 103.58333333333° сх. д.
Веньчуань (кит. 汶川县, пін. Wènchuān Xiàn) — один із повітів КНР у складі Нгава-Тибетсько-Цянської автономної префектури, провінція Сичуань. Адміністративний центр — містечко Вейчжоу.

## Географія
Веньчуань розташовується на крайньому сході Тибетського плато (регіон Кхам), лежить на річці Міньцзян між горами Лунменшань на сході та  Цюнлайшань на заході (перепад висот у діапазоні від 780 до 3000 метрів над рівнем моря).

### Клімат
Повіт знаходиться у зоні, котра характеризується вологим субтропічним кліматом. Найтепліший місяць — серпень із середньою температурою 23,4 °C. Найхолодніший місяць — січень, із середньою температурою 4 °С.
| Клімат повіту Веньчуань                            | Клімат повіту Веньчуань | Клімат повіту Веньчуань | Клімат повіту Веньчуань | Клімат повіту Веньчуань | Клімат повіту Веньчуань | Клімат повіту Веньчуань | Клімат повіту Веньчуань | Клімат повіту Веньчуань | Клімат повіту Веньчуань | Клімат повіту Веньчуань | Клімат повіту Веньчуань | Клімат повіту Веньчуань | Клімат повіту Веньчуань |
| Показник                                           | Січ.                    | Лют.                    | Бер.                    | Квіт.                   | Трав.                   | Черв.                   | Лип.                    | Серп.                   | Вер.                    | Жовт.                   | Лист.                   | Груд.                   | Рік                     |
| Середній максимум, °C                              | 8,9                     | 11,8                    | 16,4                    | 21,7                    | 24,6                    | 26,8                    | 29,2                    | 29,1                    | 24,6                    | 19,7                    | 15,5                    | 10,4                    | 19,9                    |
| Середня температура, °C                            | 4                       | 6,4                     | 10,5                    | 15,3                    | 18,6                    | 21,1                    | 23,4                    | 23,3                    | 19,6                    | 15                      | 10,5                    | 5,4                     | 14,4                    |
| Середній мінімум, °C                               | 0,6                     | 2,9                     | 6,7                     | 11,1                    | 14,4                    | 17,1                    | 19,3                    | 19,3                    | 16,4                    | 12                      | 7,1                     | 2                       | 10,7                    |
| Норма опадів, мм                                   | 2.6                     | 6.1                     | 20.9                    | 52.5                    | 70.5                    | 83.1                    | 72.6                    | 78.9                    | 60.4                    | 43.1                    | 10                      | 1.6                     | 502.3                   |
| Вологість повітря, %                               | 62                      | 62                      | 62                      | 63                      | 64                      | 68                      | 69                      | 68                      | 71                      | 72                      | 67                      | 63                      | 66                      |
| -------------------------------------------------- | ----------------------- | ----------------------- | ----------------------- | ----------------------- | ----------------------- | ----------------------- | ----------------------- | ----------------------- | ----------------------- | ----------------------- | ----------------------- | ----------------------- | ----------------------- |
| Джерело: Дані метеостанції №56183 (КНР, 1991-2020) |                         |                         |                         |                         |                         |                         |                         |                         |                         |                         |                         |                         |                         |